# Sarcófago licio de Sidón
El sarcófago licio de Sidón es un sarcófago descubierto en la necrópolis real de Ayaa, cerca de Sidón, Líbano. Está hecho de mármol de Paros y se asemeja a las formas de las tumbas licias ojivales, como el Sarcófago de Payava, de ahí su nombre. Actualmente se encuentra en el Museo Arqueológico de Estambul. Está datado alrededor del 430-420 a. C. Este sarcófago, al igual que otros de la necrópolis de Ayaa, perteneció a una sucesión de reyes que gobernaron la zona de Fenicia entre mediados del siglo V a. C. y finales del siglo IV a. C.
El sarcófago fue decorado en estilo escultórico griego por artistas griegos de Jonia, pero incorporando la forma general de las tumbas ojivales de Licia, como el sarcófago de Payava. Esto a veces se presenta como un ejemplo de arte greco-persa, aunque debería calificarse con mayor precisión como arte greco-anatolio, ya que tales ejemplos son desconocidos en el Imperio aqueménida más amplio.
El sarcófago está decorado con relieves; los relieves laterales ilustran una cacería de leones y de jabalíes, mientras que los relieves de los extremos muestran centauros y esfinges luchando.

El sarcófago licio de Sidón es, junto con el famoso sarcófago de Alejandro, el de las Plañideras y el de Tabnit, uno de los cuatro enormes sarcófagos tallados que se descubrieron durante las excavaciones en la necrópolis de Ayaa realizadas por Osman Hamdi Bey, un otomano de ascendencia griega y Yervant Voskan, un otomano de ascendencia armenia, cerca de Sidón, Líbano, en 1887.

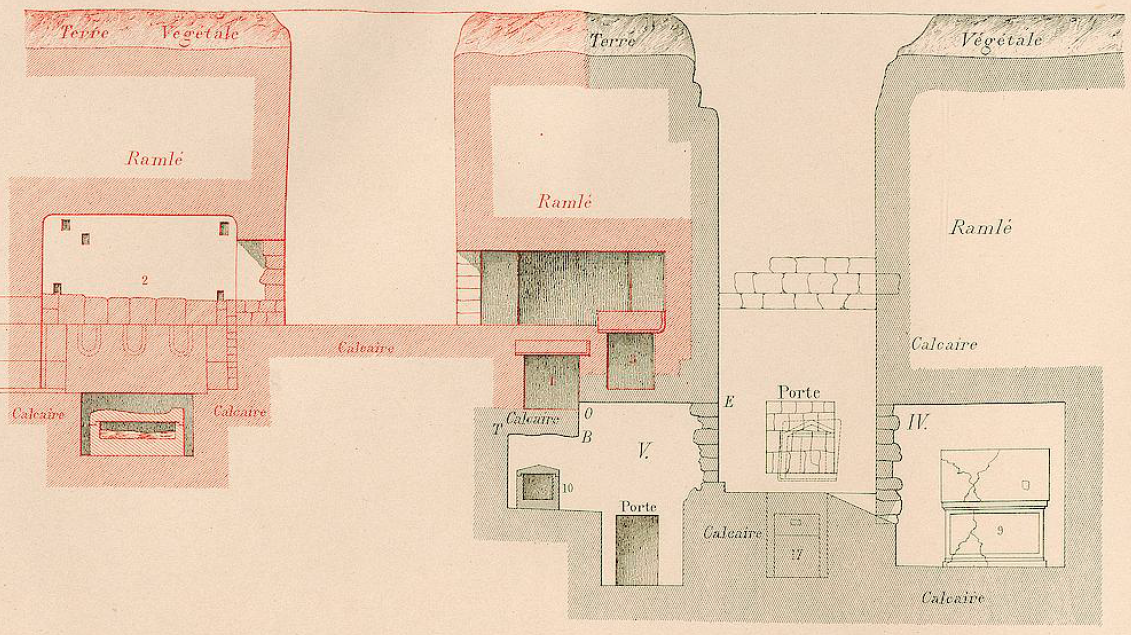
El sarcófago licio pertenecía a la tumba más profunda de la necrópolis de Ayaa.
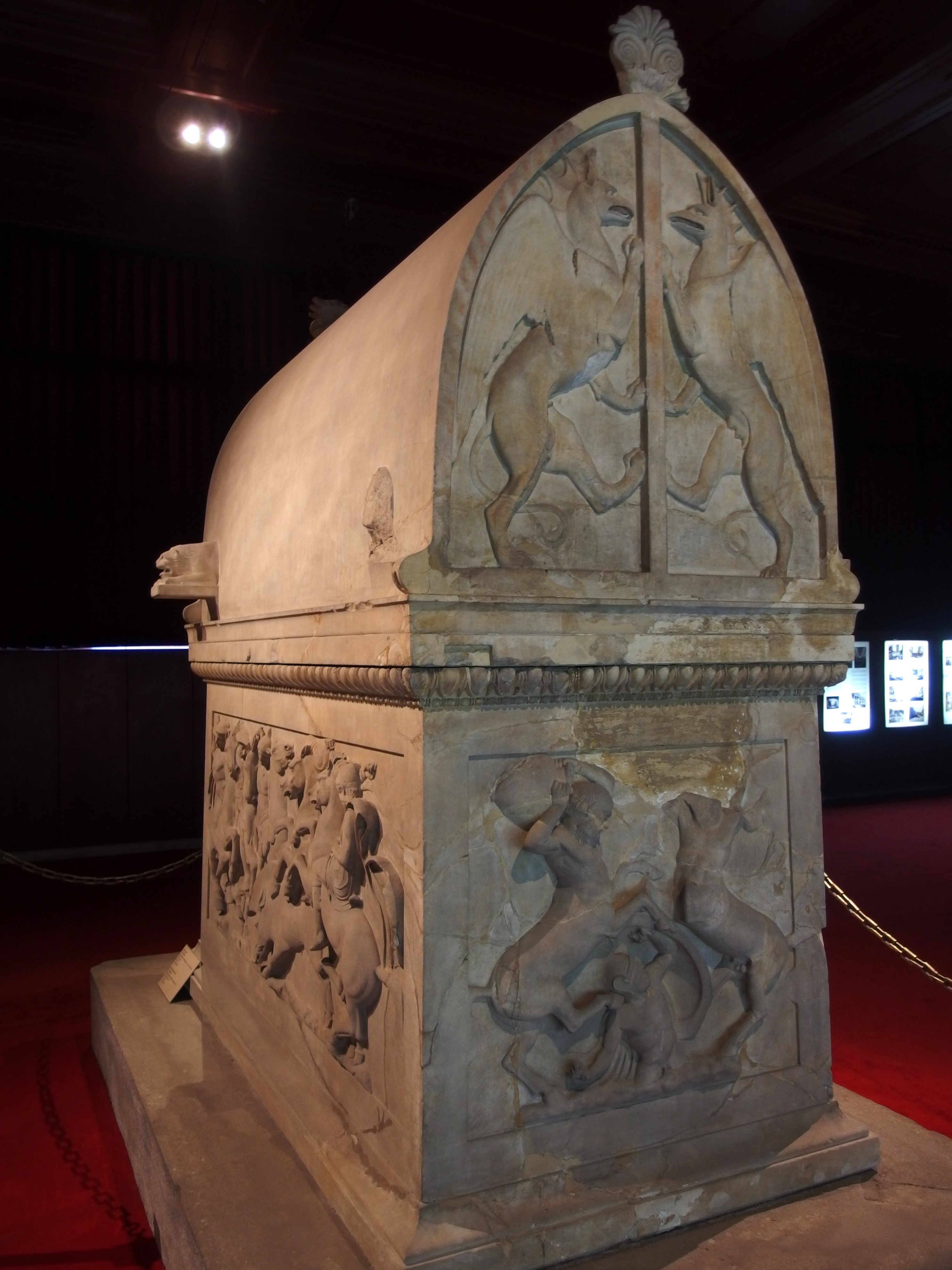
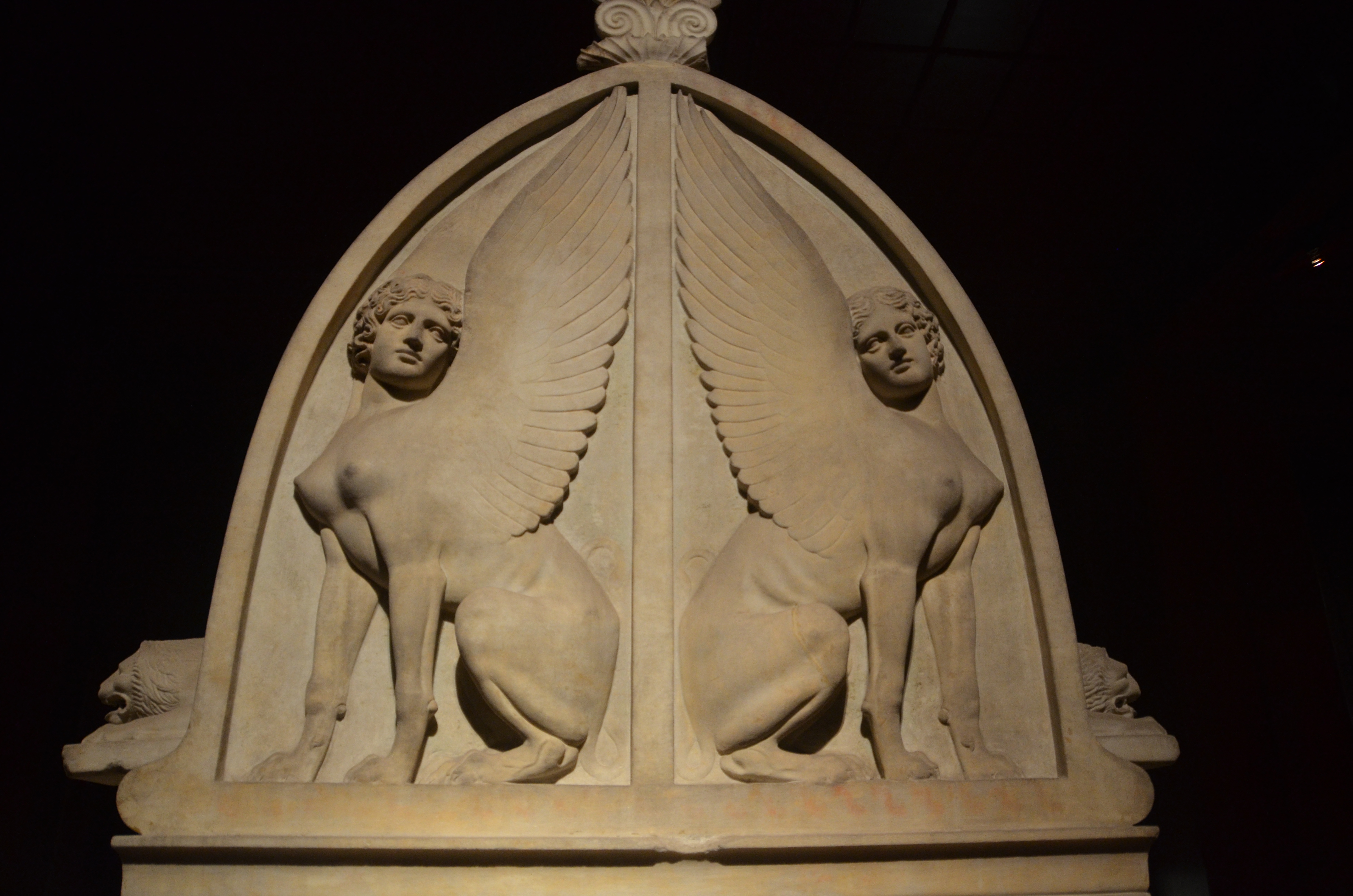
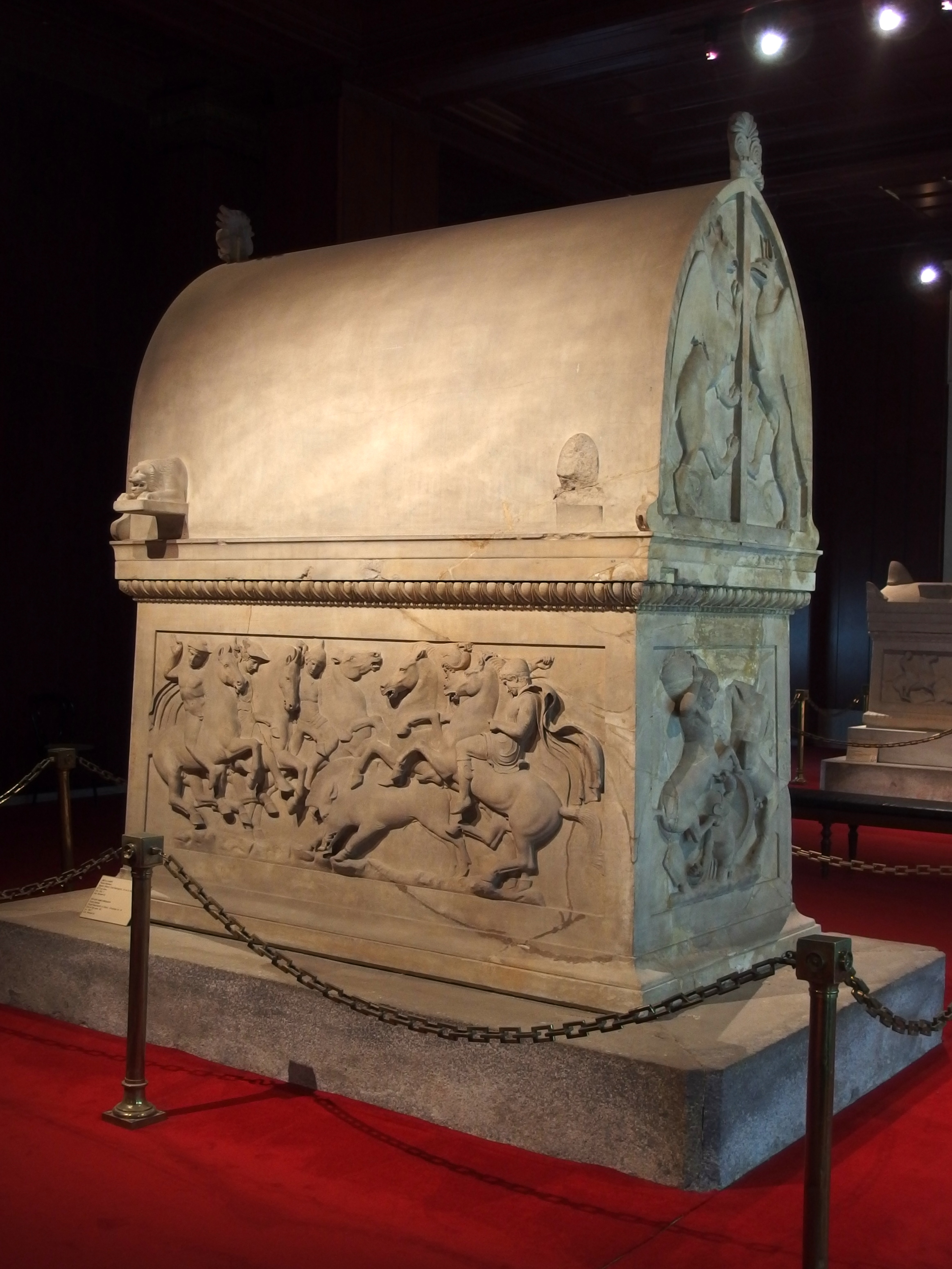
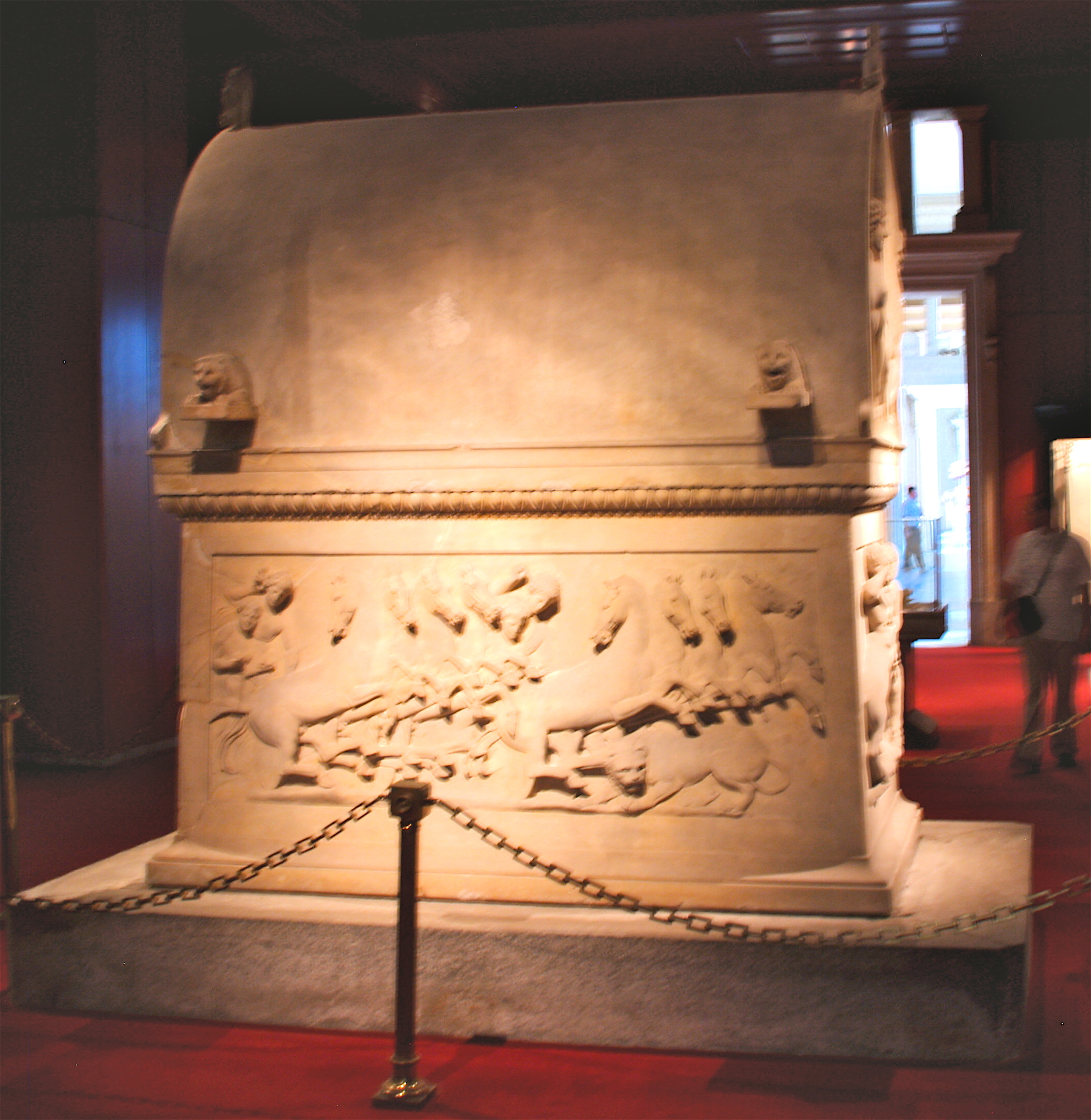
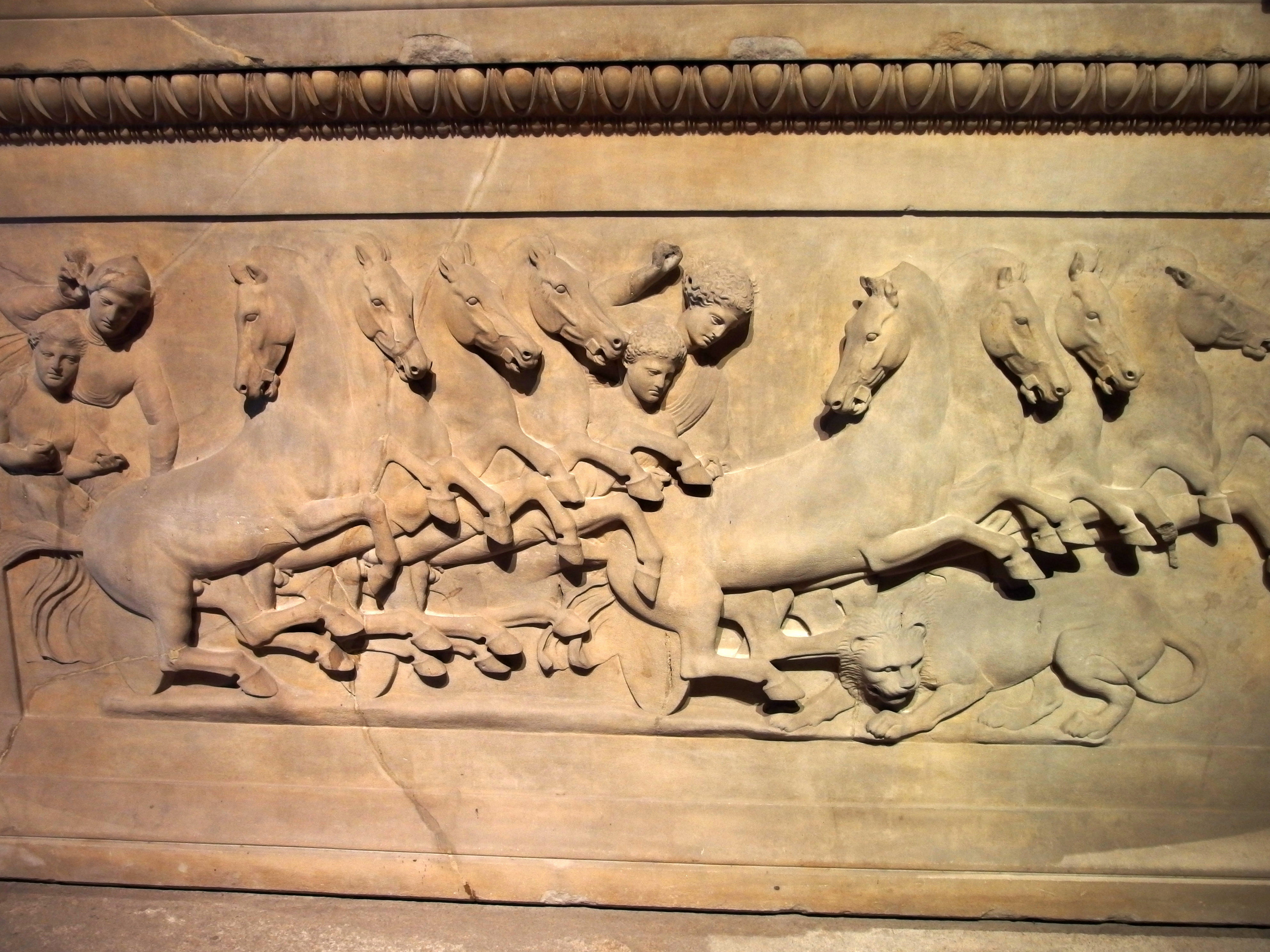
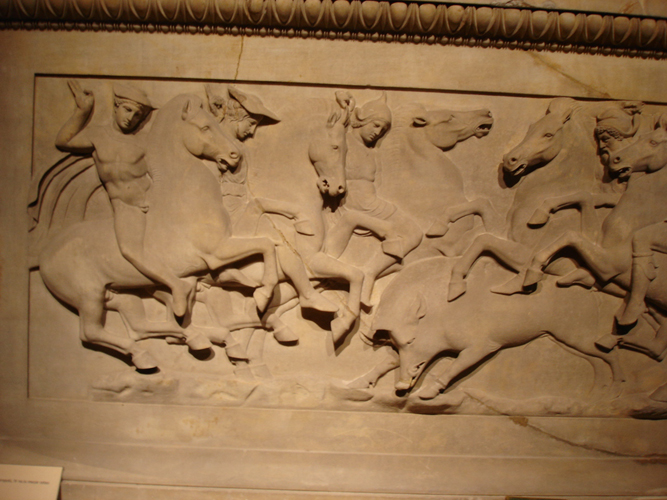
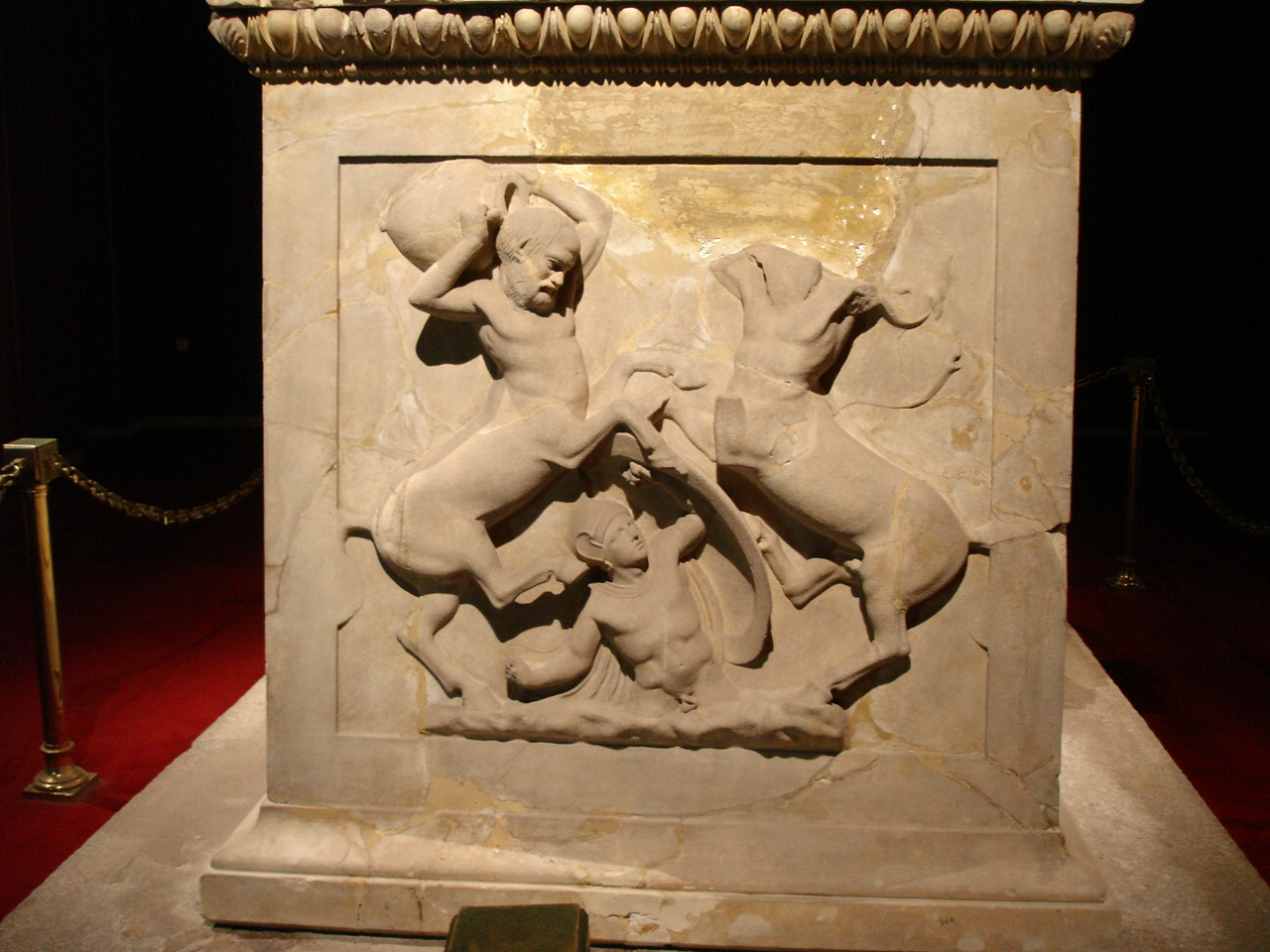